# 全国女子軟式野球選抜交流碧南大会
全国女子軟式野球選抜交流碧南大会（ぜんこくじょしなんしきやきゅうせんばつこうりゅうへきなんたいかい）は、日本の愛知県碧南市で開催されている女子軟式野球一般・大学チーム選抜大会である。
碧南市と碧南市教育委員会の共催で、2006年から毎年5月に開催されている。全日本女子軟式野球連盟の関東、関西、東海連盟の各大会上位2チーム、北海道連盟の大会優勝チーム、全日本女子大学野球連盟の全国大会優勝チームが参加する。

## 歴代大会結果
| 1  | 2006年 | 愛知アドバンス（愛知県）       |                      |                      |                      |
| 2  | 2007年 | 愛知アドバンス（愛知県）       |                      |                      |                      |
| 3  | 2008年 | 千葉マリンスターズ（千葉県）   |                      |                      |                      |
| 4  | 2009年 | 愛知アドバンス（愛知県）       |                      |                      |                      |
| 5  | 2010年 | 千葉マリンスターズ（千葉県）   |                      |                      |                      |
| 6  | 2011年 | 千葉マリンスターズ（千葉県）   |                      |                      |                      |
| 7  | 2012年 | 大阪ワイルドキャッツ（大阪府） |                      |                      |                      |
| 8  | 2013年 | 大阪ワイルドキャッツ（大阪府） |                      |                      |                      |
| 9  | 2014年 | オール兵庫（兵庫県）           |                      |                      |                      |
| 10 | 2015年 | 千葉マリンスターズ（千葉県）   |                      |                      |                      |
| 11 | 2016年 | 千葉マリンスターズ（千葉県）   |                      |                      |                      |
| 12 | 2017年 | 苫小牧ガイラルディア（北海道） |                      |                      |                      |
| 13 | 2018年 | 愛知アドバンス（愛知県）       |                      |                      |                      |
| 14 | 2019年 | 千葉マリンスターズ（千葉県）   |                      |                      |                      |
| 15 | 2020年 | 新型肺炎の影響で中止           | 新型肺炎の影響で中止 | 新型肺炎の影響で中止 | 新型肺炎の影響で中止 |
| 16 | 2021年 | 新型肺炎の影響で中止           | 新型肺炎の影響で中止 | 新型肺炎の影響で中止 | 新型肺炎の影響で中止 |
| 17 | 2022年 | 日本体育大学（東京都）         |                      |                      |                      |
| 18 | 2023年 | 三重高虎ガールズ（三重県）     |                      |                      |                      |
| 19 | 2024年 | 札幌ブルーシェ（北海道）       |                      |                      |                      |